# Državna cesta D3
Die Državna cesta D3 (kroatisch für ,Nationalstraße D3‘) ist eine Nationalstraße in Kroatien. Die Straße, die ihre Verkehrsbedeutung inzwischen weitgehend an die Autobahnen Autocesta A4, Autocesta A1 und Autocesta A6 verloren hat, ist zugleich Teil der Europastraße 65 und teilweise der Europastraße 71.

## Verlauf
Sie führt in Anschluss an die ungarische Autópálya M7 von der ungarisch-kroatischen Grenze bei Goričan über Hodošan und südlich an Čakovec vorbei nach Varaždin, wo sie die Državna cesta D2 kreuzt. Weiter verläuft sie über Novi Marof und, teilweise in nächster Nähe zur Autobahn, Sveti Ivan Zelina nach Zagreb. Von der Autocesta A3 (Südumfahrung von Zagreb, Autobahnkreuz Lučko) verläuft sie gemeinsam mit der Državna cesta D1 über Jastrebarsko nach Karlovac. Von dort führt sie nach Delnice und weiter nach Rijeka.

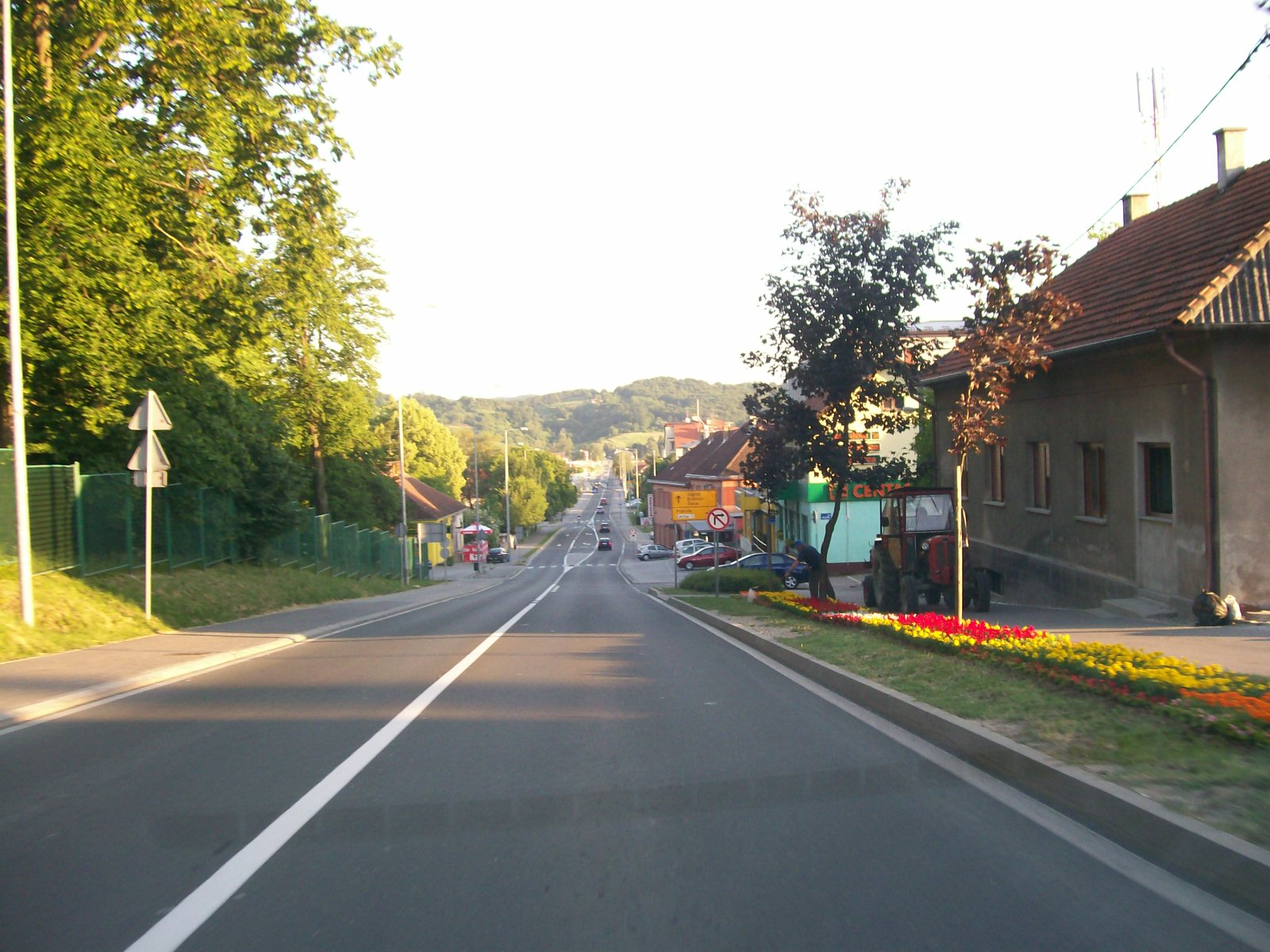
Die Straße in Novi Marof (Aufnahme 2008)

Die Länge der Straße betrug ursprünglich 218,4 km.

## Geschichte

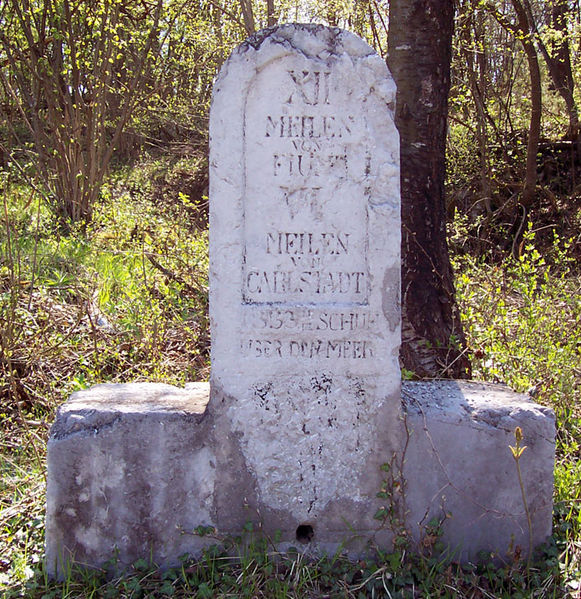
Historischer Meilenstein an der Luisenstraße in Nadvučnik

Die Straße von Karlovac nach Rijeka (damals häufiger Fiume) wurde zwischen 1813 und 1820 nach einer Planung von Joseph Philipp Vukasović erbaut, um die Fortschaffung der Erzeugnisse Ungarns nach der Südküste zu erleichtern. und nach der Erzherzogin Marie Louise als Luisenstraße (Lujzijana) benannt.  Während des Bestehens der SFR Jugoslawien trug die Straße die Nummer 7.